# LUSAC-11

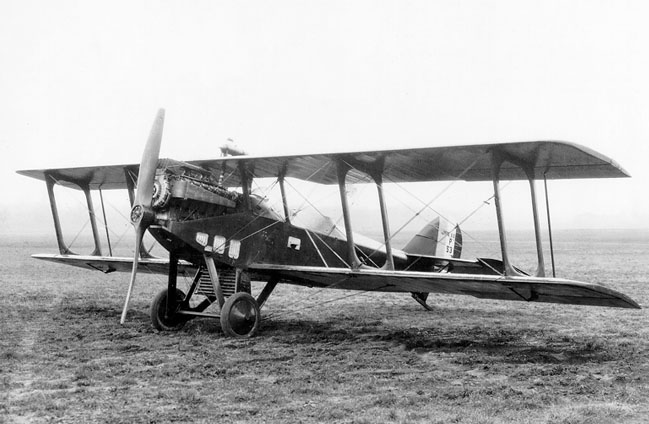
LUSAC-11

LUSAC-11 (Lepere United States Army Combat) は、第一次世界大戦中にアメリカ合衆国で開発された2座席の戦闘機である。
終戦までに30機が完成したが、戦場で使用されることはなかった。実験用として用いられ、ターボチャージャーを含むエンジンを搭載し、1920年代に高度飛行の記録を樹立した。

## 概要
第一次世界大戦中にアメリカが参戦した当時、アメリカ陸軍は信号隊が55機の航空機を保有していたが、実線機ではなかった。アメリカから派遣された部隊は、フランス製の機体で戦った。フランスの設計による航空機をアメリカで生産する計画の1つとして、本機は開発されることになった。
アメリカに派遣されたフランスの航空代表団の一員であるジョルジュ・ルペル (Georges Lepere) が設計した2張間の複葉機であり、上下翼の翼幅は同一で上翼が下翼より前方に配置された。胴体は木製構造に合板張りであり、425 hpのリバティL-12水冷エンジンが搭載され、7.7mmの2丁の前方機銃と2丁の後方機銃が装備された。
パッカード社などに3,525機の発注がなされ、最初の機体は1918年5月15日にオハイオ州のマクック飛行場で初飛行した。燃料供給のトラブルで不時着したが、速度は219 km/hに達し、満足できるものであった。終戦までに2機の試作機と25機の量産機が完成していたが、残りの量産契約はキャンセルされた。2機が終戦前に評価用として陸軍に引き渡されたが、第一線の用途には適さないとされた。1919年8月にはフランスのブガッティ 16エンジンを装備したLUSAC-21が追加されたのをはじめ、少数の三葉機型、観測機型などが製作された。
軍用としては使用されることはなく、ヨーロッパのアメリカ軍代表団の連絡用として用いられ、国内では技術研究用に用いられた。ターボチャージャーを装備し、1920年2月27日にルドルフ・シュレーダーの操縦で高度記録に挑戦した。酸素供給装置が飛行中に故障してシュレーダーは気を失うが、墜落直前に回復して10,099 mの世界記録を樹立した。9月28日にはジョン・マクレディの操縦で記録は10,518 mに更新され、彼はマッケイ・トロフィーを受賞し、この記録は2年間破られなかった。

## 要目
- 乗員：2名
- 全長：7.69 m
- 全幅：12.67 m
- 全高：3.22 m
- 翼面積：68.60 m2
- 空虚重量：1,162 kg
- 最大離陸重量：1,669 kg
- エンジン：Liberty L-12 317 kW (425 hp)
- 最高速度：214 km/h
- 巡航速度：188 km/h
- 航続距離：515 km
- 最高到達高度：6,157 m